# Crețești
Crețești là một xã thuộc hạt Vaslui, România. Dân số thời điểm năm 2002 là 1954 người.